# ویلیستون هایلندز (فلوریدا)
ویلیستون هایلندز (به انگلیسی: Williston Highlands) یک منطقهٔ مسکونی در ایالات متحده آمریکا است که در شهرستان لوی، فلوریدا واقع شده‌است. ویلیستون هایلندز ۲۹٫۳ کیلومتر مربع مساحت و ۲٬۲۷۵ نفر جمعیت دارد و ۲۸٫۰۴ متر بالاتر از سطح دریا واقع شده‌است.